# Phytomyza clematiphaga
Phytomyza clematiphaga är en tvåvingeart som beskrevs av Spencer 1969. Phytomyza clematiphaga ingår i släktet Phytomyza och familjen minerarflugor. Inga underarter finns listade i Catalogue of Life.